# Wheelton
Wheelton is een civil parish in het bestuurlijke gebied Chorley, in het Engelse graafschap Lancashire met 956 inwoners.